# 이미배
이미배(1951년 1월 20일 ~ )는 대한민국의 가수이다.

## 생애
1971년 TBC 주최 대학생 재즈 페스티벌에서 칸초네 'Ricorda' 로 최우수상을 받았다. 1979년 1집 앨범 '뱃사공'을 발표했다. 1983년 2집 당신은 안개였나요, 두번째 만난사람, 서글픈 사랑을 발표했다.